# Giuseppe Lipartiti
Giuseppe Lipartiti war ein italienischer Filmregisseur.
Lipartitis Schaffen verdichtet sich in den Jahren 1958 bis 1963, in welchem Zeitraum er drei Komödien vorlegte – zwei nach eigenem Drehbuch –, die künstlerisch wie kommerziell wenig erfolgreich waren. Seinen beiden 1967 und 1978 gedrehten Filme blieb nach Festivalaufführungen ein Kinoeinsatz versagt.

## Filmografie (Auswahl)
- 1958: Avventura a Capri